# Cristina Fallarás
Cristina Fallarás Sánchez (Saragoça, 18 de março de 1968) é uma escritora e jornalista feminista espanhola. Foi galardoada com o Prêmio Boas Práticas da Comunicação Não Sexista, concedido pela Associação de Mulheres Jornalistas da Catalunha, e com o Prêmio de Jornalismo Feminista Maria Luz Morales, atribuído pelo Observatório Cultural de Gênero e pela Fundação Catalunya-La Pedrera.

## Trajetória jornalística
Cristina Fallarás estudou jornalismo na Universidade Autónoma de Barcelona (UAB). Foi redatora-chefa da edição catalã do jornal El Mundo e trabalhou também nas redacções da Cadena Ser, Rádio Nacional de Espanha, O Jornal de Cataluña, Antena 3 e Telecinco.
Participou na concepção editorial do projeto jornalístico do jornal ADN, pertencente ao Grupo Planeta, do qual foi co-fundadora e atuou como editora-adjunta ate 2008. De 27 de novembro de 2006 a 19 de fevereiro de 2012, escreveu um blogue com as suas reflexões e experiências.
Em setembro de 2016, tornou-se diretora da versão digital do jornal Diario 16, cargo que ocupou até fevereiro de 2017, quando anunciou sua demissão através de sua conta no Twitter, devido a que que considerava inaceitáveis às condições de trabalho.
Em julho de 2018, foi indicada como candidata ao Conselho de Administração de RTVE na lista apresentada por Podemos, PSOE e PNV, junto com Tomás Fernando Flores, Fernando López Agudín e Rosa María Artal . Tem participado como analista em diversos programas de televisão e rádio.

### Novelista
Em 2011, publicou o romance Las niñas perdidas (As meninas perdidas) tornando-se a primeira mulher em ganhar o Prêmio Hammett de romance policial outorgado pela Semana Negra de Gijón. No mesmo ano, também foi premiada com o Prêmio de Novela curta de Barbastro sua novela breve Últimos días en el Puesto del Este (Últimos dias no Posto do Leste).

## Activismo e política
Fallarás sempre esteve ligada ao feminismo e à luta pelos direitos e pela igualdade das mulheres por meio dos seus ensaios, livros, conferências e artigos jornalísticos. De março de 2011 a junho de 2015, foi uma das autoras de Ellas, um blogue do jornal El Mundo dedicado aos direitos das mulheres e à igualdade. Fallarás não defende a abolição da prostituição.
É integrante do coletivo artístico Filhos de Mary Shelley fundado por Fernando Marías Amondo. Com este coletivo, de sessões em homenagem à pioneira feminista Mary Wollstonecraft  e contribuiu para o livro Wollstonecraft. Hijas del horizonte (Wollstonecraft. Filhas do horizonte), que também conta com a participação de outras escritoras como Espido Freire, Pomba Pedrero, Nuria Varela, Cristina Fechada, Eva Díaz Riobello, María Zaragoza, Raquel Lanseros e Vanessa Montfort.
Em 26 de abril de 2018, lançou o hashtag #Cuéntalo (#Conta-o), que gerou cerca de três milhões de tuítes, dos quais mais de 50.000 são testemunhos de violações, abusos ou assédio.
Em 27 de agosto de 2023, após a polêmica do Caso Rubiales, protagonizado por Luis Rubiales, então presidente da Real Federação Espanhola de Futebol, que foi acusado de assédio sexual, coação e agressão sexual contra a jogadora Jenni Hermoso durante a final da Copa do Mundo de Futebol Feminino de 2023, lançou a hashtag #SeAcabó. Por meio do qual começou a compartilhar em suas redes sociais os testemunhos de mulheres vítimas de assédio, violações e abusos.
A partir desse incidente, Fallarás participou do documentário Espanjalainen suudelma (O beijo espanhol) exibido pela televisão pública finlandesa YLE, ao lado de outras figuras feministas como a jornalista Natalia Torrente, do meio de comunicação Relevo, a atriz Pamela Palenciano, a politóloga e jornalista Irene Zugasti e a juíza Victoria Rosell, entre outras. 
Em outubro de 2024 um dos testemunhos compartilhados em seu Instagram levou à demissão do político de Sumar, Iñigo Errejón, acusado de assédio e violência machista.

### Âmbito político
No âmbito político, fez parte do grupo fundador do movimento cívico Cataluña século XXI, impulsionado por Pasqual Maragall e fundado em 1999. Nas eleições municipais de 2019, anunciou sua participação, fechando simbolicamente a lista de Barcelona em Comum encabeçada por Ada Colau.

## Livros publicados
- Rupturas, Urano, 2003
- No acaba la noche (Não acaba a noite), Planeta, 2006
- Así murió el poeta Guadalupe (Assim morreu o poeta Guadalupe), Aliança, 2009
- Las niñas perdidas (As meninas perdidas), Rocha Editorial, 2011
- Últimos días en el Puesto del Este (Últimos dias no Posto do Leste), DVD edições, 2011
- A la puta calle: Crónica de un desahucio (À puta rua: Crónica de um desahucio), Bronze Editorial, 2013
- Honrarás a tu padre y a tu madre (Honrarás a teu pai e a tua mãe), Anagrama, 2018
- Agora contamos nós, Anagrama, 2019
- Ahora contamos nosotras (Possibilidade de um ninho), Isto Não É Berlim, 2020
- El evangelio según María Magdalena (O evangelho segundo María Magdalena), Penguin Random House, 2021
- La loca (A Louca), Penguin Random House, 2022
- No publiques mi nombre. Testimonios contra la violencia sexual, Virus Editorial (2024)

## Prêmios e reconhecimentos
- Finalista do Prêmio Hammett 2010 com Así murió el poeta Guadalupe (Assim morreu o poeta Guadalupe).
- Prêmio de Novela Negra L'H Confidencial 2011 com Las niñas perdidas (As meninas perdidas)
- Prêmio Cidade de Barbastro de Novela Breve 2011 por Últimos días en el Puesto del Este (Últimos dias no Posto do Leste).
- Prêmio Hammett 2012 (Semana Negra de Gijón) Las niñas perdidas (As meninas perdidas)
- Em 2018, Prêmio Boas Práticas de Comunicação não sexista, da Associação de Mulheres Jornalistas de Cataluña.[28]
- Em 2019, Prêmio de Jornalismo feminista María Luz Morais, do Observatório Cultural de Género, a Fundação Cataluña-La Pedrera com a colaboração do jornal Ara, pelo artigo Femenino Funeral: el lamentable recuento de las mujeres asesinadas durante 2017 (Feminino Funeral: a lamentável contagem das mulheres assassinadas durante 2017) publicado no diário Público.[29]
- Em 2020, o Ministério de Igualdade, por ocasião do Dia Internacional para a Eliminação da Violência contra as Mulheres, reconheceu seu trabalho na erradicação da violência contra as mulheres por meio da iniciativa de conscientização social #Cuéntalo (#Conta-o).[30]
- Em 2023, recebeu o Prêmio Jornalista Lince na primeira edição dos Prêmios Linces Moradas, concedidos pelo Instituto República e Democracia, que visam reconhecer o “compromisso social e o trabalho por uma sociedade mais justa, igualitária e democrática.[31][32]